# Setterwalls

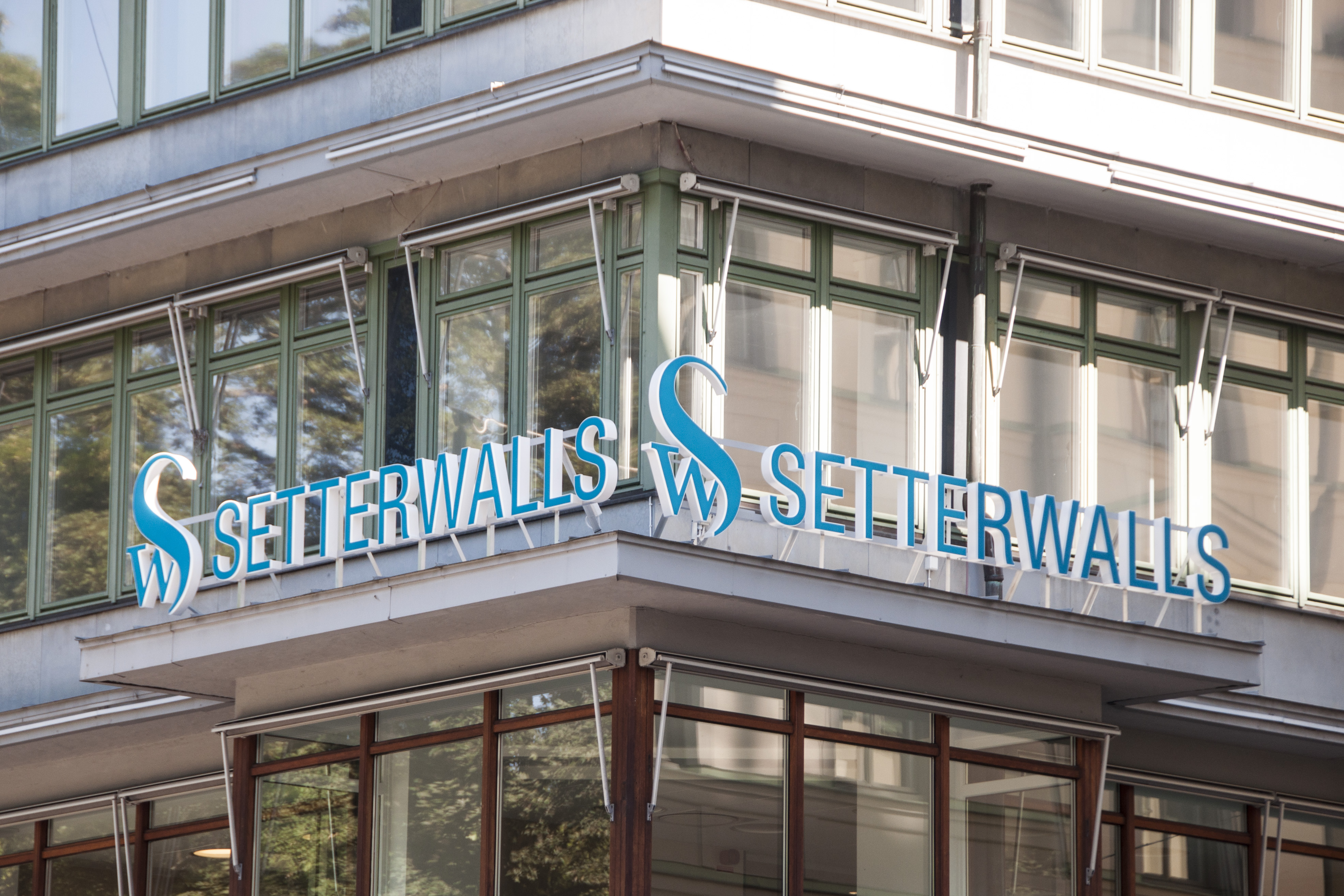
Setterwalls kontor i före detta Eden Hotel, Sturegatan 10 i Stockholm

Setterwalls är en advokatbyrå som sysslar med svensk och internationell affärsjuridik. 
Idag (2023) har Setterwalls ca 315 anställda och är en av Sveriges största advokatbyråer med en omsättning på 763 miljoner kr. Setterwalls har kontor i Stockholm, Göteborg och Malmö.

## Historia
Byrån grundades 1878 då Nils Setterwall och Oscar von Koch tog över Advokatföreningen, Juridisk Affärsbyrå, som Carl Oscar Schlyter hade etablerat 1874. Det gör Setterwalls till Sveriges äldsta affärsjuridiska byrå. 
Otto Rydbecks stipendium som årligen delas ut instiftades för att hedra minnet av Otto Rydbeck som var delägare på Setterwalls och omkom annandagen 2004 i tsunamin i Thailand. Otto Rydbeck har betytt mycket för Setterwalls utveckling och var en stor inspirationskälla för många biträdande jurister. 